# Mahabadrepubliken
Mahabadrepubliken eller Republiken Kurdistan var en kurdisk icke-internationellt erkänd statsbildning i nordvästra Iran som tillkom under Irankrisen 1946 efter att Sovjetunionen invaderat och ockuperat norra delarna av landet. Den styrdes av Kurdistans Demokratiska Parti (Iran) och är benämnd efter staden Mahabad. Mahabadrepubliken existerade mellan den 22 januari och den 15 december 1946, och var helt och hållet beroende av sovjetiskt militärt stöd för sin överlevnad.

## Historia
Mahabadrepubliken upprättades med sovjetiskt stöd efter att Sovjetunionen hade invaderat och ockuperat nordvästra Iran. Dess president var Qasi Muhammad från iranska KDP och dess försvarsminster var Mustafa Barzani från irakiska KDP. Irans premiärminister Ahmed Qavam lyckades övertyga Sovjetunionen att dra tillbaka sina trupper varefter utbrytarrepubliken snabbt föll. Den 15 december återtog iranska trupper området och ställde vad man ansåg vara landsförrädare inför rätta. Mustafa Barzani och alla hans män flydde till dåvarande Sovjetunionen medan Qazi Mohammed den 31 mars 1947 tillfångatogs och avrättades. Många kurdiska stamledare välkomnade avrättningen av Qazi Mohammad som de betraktade som Sovjetunionens marionettdocka.
När de iranska soldaterna intagit republiken brände de all politisk kurdisk litteratur de hittade, stängde kurdiska tidningar och förbjöd undervisning på kurdiska.